# Colostygia ustipennis
Colostygia ustipennis es una especie de polilla perteneciente a la familia Geometridae. Fue descrita por primera vez por el entomólogo británico George Hampson en 1895 y se puede encontrar distribuido en la India. El holotipo de la especie fue descrita en la zona montañosa de Dharamsala.
Parece evidentemente relacionada con C. albigirata, del que difiere en su color leonado rojizo, su banda media más ancha y algunos detalles en su morfología genital.